# Horace William Bliss
Horace William Bliss (Santa Ana (Tucumán), 12 de julio de 1925 - San Miguel de Tucumán, 28 de diciembre de 1971) fue un economista argentino.

## Biografía
Hizo su bachillerato en Aguilares y luego pasó a Buenos Aires. Allí se graduó de contador en la Facultad de Ciencias Económicas, y luego realizó el doctorado de la especialidad. En 1956, comenzó a enseñar Historia Económica, en la Facultad de Ciencias Económicas de la UNT. En 1957 fue elegido decano de esa casa, función que ejerció durante tres períodos consecutivos, a lo largo de los cuales condujo una verdadera transformación. Apoyó con entusiasmo el proyecto de explotación de los yacimientos mineros de Agua de Dionisio, propiedad de la Universidad, y fue director de YMAD, el organismo creado a esos efectos. 
Se desempeñó asimismo como ministro de Economía de la Tucumán, y como presidente del Banco de la Provincia de Tucumán.

## Obra
- Nociones de Historia Económica General
- Gastos e ingresos públicos de la Provincia de Tucumán en el período 1822-1854
- Gastos e ingresos públicos de la Provincia de Tucumán del virreinato a Rosas, 1776-1829
- Ensayo de historia económica argentina

- Datos: Q5901784